# Cosmos pacificus
Cosmos pacificus là một loài thực vật có hoa trong họ Cúc. Loài này được Melchert mô tả khoa học đầu tiên năm 1990.